# Vlad Chiricheș
Vlad Iulian Chiricheş (rumänskt uttal: [Vlad kirikeʃ]), född 14 november 1989 i Bacău, är en rumänsk fotbollsspelare som spelar för Serie A-klubben Sassuolo, på lån från Napoli. Han spelar även för Rumäniens landslag.

## Klubbkarriär
Chiricheş inledde sin spelarkarriär med Ardealul Cluj. Han flyttade sedan till portugisiska klubben Benfica 2007. Chiricheş tillbringade 12 månader i Lissabon innan han återvände till Rumänien. När Chiricheş återvände till Rumänien anslöt han till FC International Curtea de Argeş i andraligan och hjälpte dem att avancera till Liga I under 2009. I juli 2010 bytte han klubb till CS Pandurii Târgu Jiu.

### Steaua Bucureşti
Efter en säsong säkrade Chiricheş en annan övergång, denna gång till FC Steaua Bucureşti. Den 25 oktober 2012 gjorde Chiricheş mål via en cykelspark i en 2-0-seger mot Molde FK i Europa League. Vinsten förde Steaua till ledning i Grupp E i Europa Leagues gruppspel. Chiricheş sköt in ett långdistansskott mot Ajax den 21 februari 2013 vilket utjämnade resultatet och efter Steaua gick vinnande ur straffläggningen fick möta de regerande Champions League-mästarna Chelsea.

### Tottenham Hotspur
Den 24 augusti 2013 enades Steaua om ett avtal med Tottenham Hotspur för en övergång av Chiricheş för 9,5 miljoner euro. Övergången slutfördes sex dagar senare. Den 24 september 2013 gjorde Chiricheş sin debut för Tottenham Hotspur i en 4-0-seger över Aston Villa i Ligacupen. Ligadebuten kom även den mot Aston Villa, den 20 oktober 2013 där Tottenham vann med 2-0 och Chiricheş röstades fram som matchens lirare av Spursfansen. Mot Fulham den 4 december 2013 gjorde han sitt första mål för Tottenham, 1-1-målet i en match som Spurs vann med 2-1.

### Napoli
Den 30 juli 2015 värvade den italienska klubben Napoli Chiricheş från Tottenham.

### Sassuolo
Den 2 september 2019 lånades Chiricheş ut till Sassuolo på ett låneavtal över säsongen 2019/2020 och därefter med en tvingande köpoption.

## Landslagskarriär
Chiricheş gjorde sin landslagsdebut i en EM-kvalmatch mot Luxemburg den 2 september 2011.

## Spelarstatistik
| Klubb              | Säsong  | Liga    | Liga | Cup     | Cup | Europa  | Europa | Totalt  | Totalt |
| Klubb              | Säsong  | Matcher | Mål  | Matcher | Mål | Matcher | Mål    | Matcher | Mål    |
| ------------------ | ------- | ------- | ---- | ------- | --- | ------- | ------ | ------- | ------ |
| Internațional      | 2008–09 | 26      | 1    | 0       | 0   | 0       | 0      | 26      | 1      |
| Internațional      | 2009–10 | 15      | 0    | 1       | 0   | 0       | 0      | 16      | 0      |
| Internațional      | Totalt  | 41      | 1    | 1       | 0   | 0       | 0      | 42      | 1      |
| Pandurii Târgu Jiu | 2010–11 | 24      | 0    | 0       | 0   | 0       | 0      | 24      | 0      |
| Pandurii Târgu Jiu | 2011–12 | 15      | 0    | 0       | 0   | 0       | 0      | 15      | 0      |
| Pandurii Târgu Jiu | Totalt  | 39      | 0    | 0       | 0   | 0       | 0      | 39      | 0      |
| Steaua București   | 2011–12 | 14      | 0    | 2       | 0   | 2       | 0      | 18      | 0      |
| Steaua București   | 2012–13 | 26      | 1    | 0       | 0   | 13      | 3      | 39      | 4      |
| Steaua București   | 2013–14 | 2       | 0    | 0       | 0   | 3       | 0      | 5       | 0      |
| Steaua București   | Totalt  | 40      | 1    | 2       | 0   | 15      | 3      | 57      | 4      |
| Tottenham Hotspur  | 2013–14 | 17      | 1    | 4       | 0   | 3       | 0      | 24      | 1      |
| Tottenham Hotspur  | 2014–15 | 8       | 0    | 4       | 1   | 5       | 0      | 17      | 1      |
| Tottenham Hotspur  | Totalt  | 25      | 1    | 8       | 1   | 8       | 0      | 41      | 2      |
| Napoli             | 2015–16 | 8       | 1    | 2       | 0   | 7       | 1      | 17      | 2      |
| Napoli             | 2016–17 | 14      | 2    | 1       | 0   | 1       | 0      | 16      | 2      |
| Napoli             | Totalt  | 22      | 3    | 3       | 0   | 8       | 1      | 33      | 4      |
| Totalt             | Totalt  | 169     | 6    | 17      | 1   | 34      | 4      | 220     | 11     |